# トリノオリンピック女子カーリング日本代表決定戦
トリノオリンピック女子カーリング日本代表決定戦（トリノオリンピックじょしカーリングにほんだいひょうけっていせん）は、2005年11月23日に北海道常呂郡常呂町（後の北見市）の常呂町カーリングホールで開催された、トリノオリンピックカーリングの女子カーリング日本代表チーム決定戦である。

## 概要
2004年日本選手権優勝の青森県協会（チーム青森）と、2005年日本選手権優勝のチーム土屋（チーム長野）が出場し、代表決定条件を国際大会でより実績のあるチーム青森が1勝、チーム長野が2勝することとした。

## 出場チーム
| チーム   | 2004年日本選手権優勝 チーム青森 | 2005年日本選手権優勝 チーム長野 |
| -------- | ------------------------------- | ------------------------------- |
| フォース | 小野寺歩                        | 土屋由加子                      |
| サード   | 林弓枝                          | 園部淳子                        |
| セカンド | 本橋麻里                        | 園部智子                        |
| リード   | 目黒萌絵                        | 佐藤みつき                      |
| リザーブ | 寺田桜子                        | 亀山智恵美                      |

出典 : 

## 試合結果

### 第1試合
11月23日 13:00開始
| チーム     | 1 | 2 | 3 | 4 | 5 | 6 | 7 | 8 | 9 | 10 | 計 |
| ---------- | - | - | - | - | - | - | - | - | - | -- | -- |
| チーム長野 | 0 | 0 | 0 | 0 | 0 | 1 | 0 | 0 | 1 | 0  | 2  |
| チーム青森 | 0 | 0 | 1 | 0 | 0 | 0 | 0 | 2 | 0 | 2  | 5  |

チーム青森が1勝し代表決定条件を満たしたため、トリノオリンピック女子日本代表となった。